# プリケバ・フィップス
ケバ・フィップスことプリケバ・フィップス（Prikeba ("Keba") Reed Phipps、女性、1969年6月30日 - ）はアメリカ合衆国の元バレーボール選手。元アメリカ合衆国代表。2002年世界選手権銀メダリストで、オリンピックに2度（1988年、2004年）出場した。

## 球歴
- 1987年 NORCECA選手権 銀メダル
- 1987年 パンアメリカン競技大会 銅メダル
- 1988年 ソウルオリンピック 7位
- 1989年 NORCECA選手権 銅メダル
- 2002年 バレーボール世界選手権 銀メダル
- 2003年 バレーボール・ワールドカップ 銅メダル
- 2003年 NORCECA選手権 金メダル
- 2004年 ワールドグランプリ 銅メダル
- 2004年 アテネオリンピック 5位

## 参考
- FIVB公式プロフィール
- Sports-Reference